# Formica connecticutensis
Formica connecticutensis é uma espécie de formiga do gênero Formica, pertencente à subfamília Formicinae.